# Chwalynsk-Kultur
| Prähistorische Kulturen Russlands |                         |
| Mittelsteinzeit                   |                         |
| Kunda-Kultur                      | 7400–6000 v. Chr.       |
| Jungsteinzeit                     |                         |
| Bug-Dnister-Kultur                | 6500–5000 v. Chr.       |
| Dnjepr-Donez-Kultur               | 5500–4000 v. Chr.       |
| Sredny-Stog-Kultur                | 4500–3500 v. Chr.       |
| Jekaterininka-Kultur              | 4300–3700 v. Chr.       |
| Kammkeramische Kultur             | 4200–2000 v. Chr.       |
| Fatjanowo-Kultur                  | um 2500 v. Chr.         |
| Kupfersteinzeit                   |                         |
| Nordkaspische Kultur              |                         |
| Kurgankultur                      | 5000–3000 v. Chr.       |
| Samara-Kultur                     | um 5000 v. Chr.         |
| Chwalynsk-Kultur                  | 5000–4500 v. Chr.       |
| Botai-Kultur                      | 3700–3100 v. Chr.       |
| Jamnaja-Kultur                    | 3600–2300 v. Chr.       |
| Afanassjewo-Kultur                | 3500–2500 v. Chr.       |
| Ussatowe-Kultur                   | 3300–3200 v. Chr.       |
| Glaskowo-Kultur                   | 3200–2400 v. Chr.       |
| Bronzezeit                        |                         |
| Poltavka-Kultur                   | 2700–2100 v. Chr.       |
| Potapovka-Kultur                  | 2500–2000 v. Chr.       |
| Katakombengrab-Kultur             | 2500–2000 v. Chr.       |
| Abaschewo-Kultur                  | 2500–1800 v. Chr.       |
| Sintaschta-Kultur                 | 2100–1800 v. Chr.       |
| Okunew-Kultur                     | um 2000 v. Chr.         |
| Samus-Kultur                      | um 2000 v. Chr.         |
| Andronowo-Kultur                  | 2000–1200 v. Chr.       |
| Susgun-Kultur                     | um 1700 v. Chr.         |
| Srubna-Kultur                     | 1600–1200 v. Chr.       |
| Kolchis-Kultur                    | 1700–600 v. Chr.        |
| Begasy-Dandybai-Kultur            | um 1300 v. Chr.         |
| Karassuk-Kultur                   | um 1200 v. Chr.         |
| Ust-Mil-Kultur                    | um 1200–500 v. Chr.     |
| Koban-Kultur                      | 1200–400 v. Chr.        |
| Irmen-Kultur                      | 1200–400 v. Chr.        |
| Spätirmen-Kultur                  | um 1000 v. Chr.         |
| Plattengrabkultur                 | um 1300–300 v. Chr.     |
| Aldy-Bel-Kultur                   | 900–700 v. Chr.         |
| Eisenzeit                         |                         |
| Baitowo-Kultur                    |                         |
| Tagar-Kultur                      | 900–300 v. Chr.         |
| Nosilowo-Gruppe                   | 900–600 v. Chr.         |
| Ananino-Kultur                    | 800–300 v. Chr.         |
| Tasmola-Kultur                    | 700–300 v. Chr.         |
| Gorochowo-Kultur                  | 600–200 v. Chr.         |
| Sagly-Baschi-Kultur               | 500–300 v. Chr.         |
| Jessik-Beschsatyr-Kultur          | 500–300 v. Chr.         |
| Pasyryk-Stufe                     | 500–300 v. Chr.         |
| Sargat-Kultur                     | 500 v. Chr.–400 n. Chr. |
| Kulaika-Kultur                    | 400 v. Chr.–400 n. Chr. |
| Tes-Stufe                         | 300 v. Chr.–100 n. Chr. |
| Schurmak-Kultur                   | 200 v. Chr.–200 n. Chr. |
| Taschtyk-Kultur                   | 100–600 n. Chr.         |
| Tschernjachow-Kultur              | 200–500 n. Chr.         |

Die Chwalynsk-Kultur (ca. 4700 bis ca. 3800 v. Chr.) ist eine archäologische Kultur der mittleren bis entwickelten Kupfersteinzeit. Die namensgebende Fundstätte liegt bei der Stadt Chwalynsk an der Wolga in der Oblast Saratow, Russland. Ihr ging die frühkupfersteinzeitliche Samara-Kultur voraus und die spätkupfersteinzeitliche Jamna- oder Grubengrab-Kultur folgte ihr.

## Verbreitung und Dauer
Das Gebiet der Chwalynsk-Kultur reichte von Saratow im Norden bis zum Nord-Kaukasus im Süden und vom Asowschen Meer im Westen bis zum Ural-Fluss im Osten.
Um den Reservoireffekt bereinigte Radiokarbonmessungen ergeben einen Belegungsbereich für den namengebenden Chvalynsker Friedhof zwischen -4'700/4'600 bis -4'200/4'100, und Spät-Chvalynsk an der unteren Wolga zwischen -3'600 bis -3'400 (D. Anthony 2007: gemäß Korrektur S. 484).
Einige Forscher hielten den Horizont Chwalynsk I für frühkupfersteinzeitlich, also etwa zeitgleich mit der Samara-Kultur. Marija Gimbutas glaubte jedoch, dass die Samara-Kultur früher war und dass Chwalynsk I in die entwickelte Kupfersteinzeit zu setzen ist. Allerdings sind zu wenige Fundplätze der Samara-Kultur bekannt, um diese Frage sicher beantworten zu können.

## Fundplätze
Die Chwalynsk-Typuslokalität ist ein Gräberfeld von etwa 30 m × 26 m, das über 158 Skelette enthält. Überwiegend sind es Einzelgräber, aber auch Gräber mit zwei bis fünf Skeletten wurden entdeckt. Sie wurden in Rückenlage mit angewinkelten Beinen bestattet. Zwölf der Gräber waren mit Steinhügeln bedeckt. Opferplätze, die denen in Samara ähnlich sind, mit Resten von Pferden, Rindern und Schafen, wurden ebenfalls gefunden.
Ein individuelles Grab, das ein auf ausgestreutem Ocker liegendes Skelett in Rückenlage und angewinkelten Beinen sowie Grabbeigaben enthielt, wurde 1929 in Kriwolutschje entdeckt. Bei Naltschik enthielt ein 67 m hoher und 30 m im Durchmesser messender irdener Kurgan 121 individuelle Gräber, in denen die Bestatteten in Rückenlage mit angewinkelten Beinen auf einer Ockerstreuung ruhten und mit Steinen bedeckt waren.

## Erzeugnisse (Artefakte)
Chwalynsk beweist die Weiterentwicklung des Kurgans. Es begann in Samara mit individuellen Gräbern oder kleinen Gruppen, die manchmal mit Steinen bedeckt wurden. Bei der Chwalynsk-Kultur finden sich Gruppengräber, die eine Familie oder lokale Gruppenzusammengehörigkeit widerspiegeln können. DNS-Untersuchungen könnten hier Antworten liefern.
Beim Wert und der Qualität der Grabbeigaben zeigen sich Unterschiede, jedoch scheint es keine besondere Hervorhebung eines Anführers zu geben, was aber die mögliche Existenz eines solchen nicht ausschließt. In den späteren Kurganen zeigt sich, dass der Kurgan ausschließlich den Anführern und ihrem Gefolge vorbehalten ist.
Diese Entwicklung deutet auf einen wachsenden Unterschied im Wohlstand Einzelner hin, der gleichzeitig eine Zunahme des Wohlstands der gesamten Gemeinschaft und Population selbst impliziert. Das Ausbreiten der Kurgankultur aus ihrem Ursprungsland der westlichen Steppe kann ebenfalls mit einer Zunahme der Population assoziiert werden. Die Ursachen dafür bleiben jedoch unklar.
Es ist bekannt, dass Metall im Kaukasus und dem Ural vorhanden war. Die Chwalynsk-Gräber enthielten Ringe und Spiralringe. Als Verzierungen sind ausschließlich Ornamente bekannt. Die Steinwaffen und Steingeräte zeigen eine sehr hohe Qualität. Das Kriwolutschje-Grab, das Marija Gimbutas als Grab eines Anführers ansieht, enthielt einen langen Silexdolch und Stielspitzen für Pfeile, die beidseitig fein retuschiert sind. Zusätzlich enthielt es noch einen Porphyraxtkopf mit Auswölbungen und einem Schaftloch. Diese Artefaktentypen gehören in die Zeit, in der das Metall erschien.
Es gibt auch zahlreiche Belege für Schmuck: Muschelketten, Stein- und Tierzähne, Armringe aus Stein oder Knochen und Anhänger aus Eberhauern sowie Zähne von Bären, Wölfen und Hirschen.
Die Gebrauchsgüter zeigen keinen Hinweis auf großen Reichtum. Dieser dürfte in vergänglichen organischen Waren bestanden haben. Die Oberflächen von Keramik weisen vielfach Abdrücke organischer Materialien auf, z. B. von gewebten Stoffen.